# Бошњачки језик
Бошњачки језик је назив за национални језик Бошњака којим говори око 2 до 2,2 милиона људи: углавном у Босни и Херцеговини (1,7–1,8 милион), Србији (134.000) и Црној Гори (34.078), а такође и у западној Европи и Северној Америци (150.000), као и неутврђен број исељеника у Турској.
Језик је назван босански у Дејтонском споразуму, а као таквог га препознају и Међународна организација за стандардизацију (ISO), Уједињене нације и Унеско, док Одбор за стандардизацију српског језика истиче да једини исправан назив може бити „бошњачки језик”.

## Назив језика
У Србији, на успостави тзв. босанског/бошњачког  језика радио је и русиста П. Пипер.  Он је у два наврата оверио постојање тзв. босанског језика, али оба пута под маскирним називом „бошњачки језик“.  Најпре је Пипер то учинио 1998. године као аутор и потписник (у својству члан Комисије за синтаксу) образложења за Одлуку бр.1 Одбора за стандардизацију српског језика, а други пут 2011. године као аутор енциклопедијског чланка „Бошњачки језик“.
После демократских промена у Србији (2000) неке државне институције (на пример Републички завод за статистику) званично признају назив босански језик и користе га у службеним документима. Српски и хрватски лингвисти сматрају да је узимање имена „босански“ за језик једног од народа (Бошњака) у БиХ покушај унитаризације језичког простора Босне и Херцеговине. У Републици Српској језик се назива језик бошњачког народа. У резултатима пописа из 2011. године у Хрватској се користи назив босански језик. У резултатима пописа становништва у Црној Гори из 2003. године, које је објавио Републички завод за статистику Црне Горе, босански и бошњачки су наведени као два засебна језика.
Одбор за стандардизацију језика Института за српски језик САНУ објавио 2015. године је саопштење о статусу босанског или бошњачког језика, које је потписао председник одбора др Иван Клајн. Према овом саопштењу једини исправан назив за језик Бошњачког народа је бошњачки језик.

## Назив језика у Босни и Херцеговини кроз историју
- У Стонској повељи сачињеној 15. фебруара 1333. године између босанског бана Стефана II Котроманића и Дубровчана, каже се да је писана двојезично: на латинском (лат: in gramatica latina, latinsci) и српском језику (лат: sclauonico, srbscie).[16]
- Повеља и писмо бана Твртка општини Дубровачкој о резрешењу рачуна Климе Држића и Бисте Бунића, од 13. фебруара 1355 године, такође се наводи да је писана на српском језику[16]
- Историчар Невен Исаиловић наводи да је Српски језик једини језик који се помиње у босанским повељама писаним на домаћем језику, али само у пет од око 430 сачуваних исправа. Први његов помен потиче из Стонске повеље бана Стјепана II (1333).[17] Латинске повеље језик у Босни називају lingua sclavica, lingua slavonica, sclavonesco. Исти називи користе се у Дубровачкој републици гдје означавају српски језик, док Sclavonia означава Србију а касније српску деспотовину.[18]
- Из 1407. (предтурски период) у записе католика, икавца из Босне, Прибислава Похвалића, који пише ћирилицом, а језик својих писама на више мјеста назива српским. (Медо Пуцић, Споменици српски ,II,pp. 51.)[19]
- У нотарским књигама града Котора од 3. јула 1436. године, стоји како је млетачки кнез у Котору купио петнаестогодишњу дјевојку "босанског рода и јеретичке вјере, звану босанским нагласком Ђевену"[20] Чиме се потврђује различитост нагласка, али не и језика.
- Почетком 17. вијека, у дјелу Јеронима Мегисера "Thesaurus polyglotus" (Франкфурт на Мајни) спомињу се уз остале говоре и: босански, далматински, српски и хрватски говор.[21] Што опет потврђује различитост у нагласку, али и не посебност језика.
- Године 1631. турски писац српског поријекла Мухамед Хеваји Ускуфи, објавио је неколико збирки пјесама написаних арапским писмом, али на српском и турском језику. Он свој матерњи језик зове српски, а неке од пјесама су: "Илахије на српском језику" (отомански турски: Ilahi bezeban-i Srb); и "Позив на вјеру на српском језику" (отомански турски: Bera- i da'vet-i iman be zeban-i Srb).[22]
- Године 1649. исусовац Јаков Макаља (1601-1654), у предговору „Блага Језика словинскога”, језик јужних Словена назива илирским, а у наставку каже да је у илирском језику босански говор најљепши.[23]
- Турски писац Евлија Челебија, који је средином 17. вијека је пропутовао Балкан, у својим списима има поглавље које је насловио: Језик босанског и хрватског народа, а у ком спомиње и Ускуфијеве збирке пјесама.[24]
- Године 1761. покатоличени српски књижевник и официр, родом из Херцеговине, а рођен у Славонији, Антун Матија Рељковић, издаје дјело "Сатир", у коме наводи да многи Славонци воде поријекло из Босне, те за њих каже да су "сербски штили а сербски писали".[25][26]
- Године 1774. Алберто Фортис (1741–1803) у Венецији у дјелу Viaggio in Dalmazia објавио и у оригиналу и преводу на италијански баладу Хасанагиницу. У овом дјелу, он језик Морлака назива: илирским, морлачким и босанским.[27]
- Године 1780. Мула Мустафа Башескија у свом Љетопису спомиње извјесног Мула Хасана Никшићанина, за кога каже како говори пола турским, а пола босанским језиком.[28]
- Године 1831. Славонац Матија Петар Катанчић, у Будиму објавио је шест књига превода Светог писма, које је превео, како сам каже "u jezik Slavno-Illyricski izgovora Bosanskog".[29]
- Године 1842, према свједочењу Матије Мажуранића каже да: сарајевски паша, иако добро знаде турски, арапски и арнаутски, не воли да неко пред њим говори турски и истиче "да је наш славни бошњачки језик од свих најљепши на свијету". У Путопису се каже да се у Босни "еглендише Бошњачки".[30]
- Године 1862, још један католички Србин Славонац, чији су преци из Херцеговине Андрија Торкват Брлић, написао је књигу "Извори српске повјестнице из турскијех споменика"[31] штампану српском ћирилицом и написану на српском језику [32] у коме износи став да у Босни треба прогласити српски језик за службени.[33]
- Године 1867. у Загребу, хрватски филолог и слависта Ватрослав Јагић, у својој књизи "Хисторија књижевности народа хрватскога и србскога", на 142. стр. народни језик у Босни назива српским: "…да није могуће вјеровати да неби били у Босни, Захумљу, Диоклецији итд. већ давна прије Кулина бана почели писати ћирилицом, а народнием језиком србским."[34]
- Године 1868. пруски аташе Ернст Ото Блау, који је двије године након тога и постављен за генералног пруског конзула у Босни, издаје у Лајпцигу препис Ускуфијевог ријечника, за који Ото пише предговор те именује наслов у „Bosnisch-türkische Sprachdenkmäler”.[35] Бошњачки филолози, нарочито након 2019. године, занемариће стварног аутора предговора, као и наслова овог ријечника, Ускуфијево дјело ће третирати насловом како га је Ото насловио.[36] Такође, предговор рјечника, умјесто Оту, исти ће приписати Ускуфију.[37]
- Доласком аустроугарске управе у Босни и Херцеговини, окупационе власти разматрају и име језика, те на сједници Босанске комисије од 23. јануара 1879. године заузето је становиште да се језик назива „босанскиземаљски језик”. Али, на сједници од 16. фебруара 1879. године језик се употребљава назив српско-хрватски језик.
- Године 1880. под директивом окупаторске аустроугарске власти у Босни и Херцеговини, штампана је прва „Граматика босанског језика за средње школе”, непотписаног аутора Фране Вулетића. Граматика је доживјела више издања, а од 1908. године носи назив „Граматика српско-хрватског језика”.[38][39][40]
- Дана 27. септембра 1901. године, Антун Радић у листу "Дом", број 18. у чланку "Хоћемо ли опет под Турчина?" пише о слози православаца и муслимана: "А сложили су се и погодили овако: … Домаћи језик у Босни и Херцеговини нека се зове србски језик, и нека се пише грчким писмом Ћириловим (ћирилицом), а не латинским писмом по хрватском начину, како ми ово пишемо. Тако су се договорили наши босански и херцеговачки Србљи с "турцима", то су подписали и на то се заклели. И то ће они разгласити по свиету, нека се зна, што они хоће, па нека им Европа у тој ствари помогне, т.ј.: да се Херцег-Босна одузме бечкому цесару, да се прогањају римски свећеници и остало."
- Године 1918. стварањем Краљевине СХС, уставом нове државе језик ће се називати српско-хрватско-словеначки, а то име биће званично и на простору Босне и Херцеговине, све до 1941. године.[41][42]
- Након Другог свјетског рата, почев од 1945. Уставом СР Босне и Херцеговине, званични језик ове републике је српскохрватски, који је стандардизован Новосадским договором из 1954. године.[43]
- Устав Српске Републике Босне и Херцеговине из 1992. године, у члану 7 се наводи да: „У Републици је у службеној употреби српски језик ијекавског и екавског изговора и ћирилично писмо, a латинично писмо на начин одређен законом. Ha подручјима гдје живе друге језичке групе у службеној употреби су и њихови језици и писма, на начин одређен законом.”[44]
- Устав Републике Босне и Херцеговине из 1993. године, у члану 4 се каже: „У Републици Босни и Херцеговини у службеној употреби је српскохрватски односно хрватскосрпски језик ијекавског изговора. Оба писма — латиница и ћирилица су равноправна.”[45]
- Године 1994. успоставом Федерације БиХ, те каснијим допунама Устава овог ентитета, језик Бошњака назван је босански језик, Хрвата - хрватски језик, те Срба - српски језик.[46]
- Измјенама Устава Републике Српске језик / језици ова три народа дефинисани су као језик српског, бошњачког и хрватског народа.[47] Држава Босна и Херцеговина нема уставом дефинисан службени језик.[48]
- Након 2000-тих међу бошњачким издавачима, нарочито у објавама путем интернету, можемо пронаћи на десетине промјене наслова неких историјских издања у којима се, умјесто старог наслова издања, за име језика убацује назив „босански”. Један од таквих примјера је и дјело Мехмед-аге Прушчанина, из 1728. године, који пише исламски молитвеник и назива га Дувањски арзухал (тур. Dumna arzuhal).[49] Од 2014. године, исти молитвеник је преименован у „Bosandža lisanile arzuhal”.[28]

## Систем дијалеката
Бошњаци вјерују да су изворни говорници неколико дијалеката штокавског нарјечја, углавном: новоштокавског икавског (тзв. босанско-далматински) и шћакавско-ијекавскога (тзв. источно-босански дијалект), којим говоре Бошњаци и Хрвати, новоштокавскога ијекавског (тзв. источнохерцеговачко-крајишки), којег дијеле са Србима, Црногорцима и Хрватима, те неновоштокавског ијекавског (тзв. зетско-јужносанџачки дијалект) којим говоре Бошњаци, Црногорци и Срби. Удио Бошњака у осталим говорима (нпр. новоштокавском екавском (тзв. шумадијско-војвођански дијалект) и неновоштокавском екавском (тзв. косовско-ресавски дијалект)) је занемарљив. Због процеса језичке асимилације , акултурације и миграција као посљедица посљедњега рата немогуће је одредити тачан број и распоред говорника појединога дијалекта, али приближно се може навести сљедеће: већина Бошњака у Бихаћкој регији, углавном у западној Босни, као и средњој и јужној Босни (Травник, Бугојно, Зеница, Ливно,..) и сјеверном дијелу Херцеговине говорници су босанско-далматинског дијалекта; становници широкога појаса који се протеже јужно од Сарајева до Тузле на сјеверу, са средиштима у Сарајеву, Кладњу, Брези, Сребренику, Тузли, Завидовићима, Олову, Високом, Фојници, Какњу,.. изворни су говорници источно-босанског дијалекта; Бошњаци у подручју средње и источне Херцеговине (Чапљина, Столац, Невесиње), оаза у источној Босни (Горажде), те у већем дијелу Црне Горе и дијелу Србије (Никшић, Пљевља, Пријепоље), као и становници већих градова (укључујући и оне исељене из градова као Теслић, Приједор, Бања Лука, Добој, Зворник, Власеница)- говорници су источнохерцеговачко-крајишког дијалекта; док су Бошњаци који насељавају исток Црне Горе и југозапад Србије (Подгорица, Бијело Поље, Нови Пазар) говорници зетско-јужносанџачког дијалекта.

### Турско раздобље
По турском освајању, које је захватило Босну 1463, но наставило се у разним подручјима садашње БиХ још преко 50 година, долази до знатних друштвених, етничких и језичких промјена. Наиме, дијалекатска карта која се формирала од 15/16. вијека мијењала је обрисе говора појединих подручја, но не и саму структуру. Основне особине су велике сеобе становништва, одсељавање дијела староседелачког становништва у Хрватску, Мађарску, Италију, Аустрију и Словенију, као и исламизација староседелачког становништва, те досељавање сточарског елемента из већ освојених подручја Балканског полуострва, поготово Србије, Црне Горе и Албаније. На језичком подручју долази до новоштокавских иновација, тј. гласовних и морфолошких промјена које су створиле новоштокавски супстрат за касније стандардне језике. Новоштокавски су говори потекли из слива ријеке Неретве и ширили се на сјевер, запад и исток. Главне су разлике у односу на староштокавске говоре (који и даље постоје на знатном дијелу БиХ): четвороакценатски систем, појава дуге множине (град/градови према староштокавској множини гради), изједначавање падежа у дативу, локативу и инструменталу, као и дефинитивна успостава дочетнога –о у партиципу мјесто –л (говорио/говорил), те губитак фонема х у већини говора ('оћу, 'ајде).
Прије преласка на приказ језичних особености, слиједи осврт на три екстралингвистичка фактора који се према мишљењу Бошњака често спомињу или површно интерпретирају у популарној литератури везаној за проблематику језика у садашњој БиХ:
а) прво се односи на национално име Бошњака. Бошњаци верују да изворно име „Бошњанин“ (у латинским изворима синг. „Bosnensis“) првобитно означава једино припадника средњовјековне босанске политичке јединице. У почецима османске владавине „Бошњак“ (историјски турцизам „Бошњанин“) име је за поданика хришћанске вјероисповијести, док се израз „Босналу“ односио на исламизовано домаће становништво. Потом, за устаљене турске власти, ријеч „Бошњак“ означавала је свакога припадника земље Босне ("Бошњак-миллети"), па и израз „Бошњак-кавми“ значи само бошњачки народ - за што је прикладнији био назив „Бошњак-таифеси“, који се среће као одредница за становника Босне у народносном или „племенском“ значењу. Сами су пак народи који насељавају БиХ за себе употребљавали различите називе: од „Бошњак“ у цијелом спектру значења, с тежиштем на територијално-земаљској ознаци, преко низа локалних и конфесионалних имена, до модерних националних. Код Срба и Хрвата у Босни и Херцеговини су у 19. веку дефинитивно надвладала национална имена, потиснувши старије конфесионалне и регионалне означитеље. 
Садашњи бошњачки народ је од средине 19. вијека прошао кроз низ фаза именовања и преименовања (Турци, Турци Бошњаци, Хрвати/Срби муслимани, Југословени муслимани, Муслимани), да би на крају 20. вијека коначно превладало бошњачко национално име за припаднике исламске вјероисповијести који су изворни говорници некога дијалекта који припада средњојужнославенском дијалекатском систему.
б) друга се спорна тема односи на данашње име језика, босанско. Будући да се ознака за припаднике босанске политичке јединице према мишљењу Бошњака појављује од 10. и 11. века у грчким и латинским врелима, да би се наставила у старославенским, домаћем вернакулару и европским језицима, потребно је дати сумарни преглед, првенствено зато што се ради о једном од главних спорова око именовања језика, и то од стране Хрвата и Срба у БиХ (и уопште). Познато је да Хрвати и Срби сматрају  да би рационално било да се језик Бошњака зове бошњачки, а не босански, јер други назив имплицира да се ради о земаљском, државном језику - што није случај, а и одаје аспирације Бошњака за доминацијом (бар у том погледу) у цијелој БиХ. С друге стране, бошњачко вођство и народ инсистирају на историјској утемељености назива босански језик, као и емоционалној везаности Бошњака за то име. Будући да се ради о непомирљиво супротстављеним ставовима, преостаје да се наброје историјске чињенице, без претензија да ће то набрајање ишта разријешити.
Бошњаци верују да главна немогућност рационалне расправе лежи у томе што је турска ријеч „Бошњак“ замијенила стару „Бошњан(ин)“ - али у суженом значењу. Прије је према мишљењу Бошњака реч Бошњанин означавала било којега житеља Босне, док се име Бошњак односи на само један сегмент популација, исламизирано становништво. Због тога је напросто немогуће из старијих извора извести било какав једнозначан закључак, јер се само име употребљавало у другачијим друштвено-етничким околностима. Томе још треба додати и то да у већини страних језика онога доба у којима се писало о Босни (латински, италијански, француски) нема разликовања међу појмовима „босански“ и „бошњачки“- чак ни на формалном нивоу, па та свједочанства мало значе. У историјском приказу, може се рећи:
- Бошњаци верују да је име за језик у Босни споменуто код грчког реформатора српског правописа Константина Филозофа (14. век) као босански, док је раније најраширенији назив био „славенски“ (lingua sclauonica у латинским изворима). Каткад је споменуто име српски (sr'scie), но, на неколико повеља које су владарску династију Котроманић писали увезени писари из освојених подручја из Србије, те хрватски (croatice, на латинском) у преписци с Римом. Но, до пада под Турке, међу ријетким споменима домаћега језика у Босни доминира општесловенско име - славенски.
- Бошњаци верују да се у раздобљу од 15. до 19. века се појављују (осим хрватског, српског, илирског, словенског, словинског и далматинског имена) називи „босански“ и „бошњачки“. Према мишљењу Бошњака изгледа да су Хрвати у Хрватској и Босни и Херцеговини често користили назив „босански“ да означе штокавско нарјечје или разговорни језик уопште (нпр. дубровачки аутори и фрањевачки писци у Босни). Појам је имао двоструку разликовну функцију: некад је босански значило штокавски (а не чакавски, који је неријетко зван далматинским), а у другим случајевима штокавски икавски (чиме се разликовао од „дубровачког језика“, или штокавско-јекавског, код Бартола Кашића). Међу Бошњацима, а и турским путописцима, користе се оба назива (босански и бошњачки) - уз напомену да је тешко у турском правити разлику једног од другог. Према мишљењу бошњачких лингвиста неспорно је да је у 19. стољећу забиљежено да је већински назив за језик у Босни бошњачки (нпр. по свједочанствима Матије Мажуранића"„... у Босни се бошњачки еглендише“), а појављује се и име босански (нпр. у црногорским муслиманским изворима).

Бошњачки лингвисти сматрају да је разликовање назива „босански“ и „бошњачки“ најновијега датума, јер у старијим изворима има поткрепе за оба назива, с тиме да ниједан од назива нема функцију означитеља говора муслимана- а не католика и православних. Историјско помињање и једнога и другога имена, у различитим контекстима и с различитим значењима, није аргумент ни за ни против у садашњој препирци око језика Бошњака.
Након приказа ових ванјезичких полемичких елемената, приказаће се основне карактеристике значајне за формирање савременога босанског језика.

### Књижевност алхамијадо и формирање вернакулара
Према мишљењу бошњачких лингвиста у 15. и 16. веку почиње права историја босанског језика - заједно с појавом бошњачко-муслиманског етноса и његовим диференцирањем како од католичких и православних земљака, тако и од истовјерних Турака и исламских насељеника из других подручја Османскога царства. Они сматрају да је бошњачки језик темељен на старој језичкој баштини, поготово на говорном језику каквога налазимо на мраморовима или стећцима, као и на затеченом језичном стању. На дијалекатском нивоу, може се грубо рећи да су муслимани и католици западно од црте која повезује поријечја Неретве и Босне штокавски икавци с чакавским елементима, а источно шћакавски и штокавски ијекавци. Православно становништво се ширило заједно с турским јединицама из подручја садашње Црне Горе, западне Србије и источне Херцеговине, те је донијело углавном новоштокавски ијекавски дијалект.
Што се муслиманског становништва тиче, оно је настало највише исламизацијом староседелачког становништва, али и приливом исламизираних становника дијелова Хрватске (Славонија, Сријем, Лика, Далмација), те Црне Горе (највише у приморском дијелу, док је домородачко становништво остало у подручју црногорског и српског Санџака, које својим дијалекатским изразом одудара од старе босанске и хумске језичке ситауције), као и западне Србије. На подручју садашње БиХ дијалекатска карта је увелико измијењена у односу на предосманско раздобље, но, доста је карактеристика остало, суди ли се по дијалектолошким истраживањима: чакавско нарјечје Бихаћке регије замијењено је архаичним шћакавско икавским, идиомом око којега се дијалектолози још споре; средња Босна је остала штокавско икавска, каква је и била, а источнији дијелови шћакавско ијекавски. Што се тиче просторне распрострањености, највеће промјене су забиљежене на подручју тзв. Турске Хрватске или Босанске Крајине, посебно већинскога дијела насељеног православним становништвом (Дубица, Бања Лука, Босански Нови, Мркоњић град/Варцар Вакуф,..), гдје је новоштокавски ијекавски замијенио чакавски и штокавски икавски. Бошњаци верују да је говорни језик Бошњака од 15. до 19. века углавном, уз мање измјене, остао исти или се природно даље развијао на већем дијелу садашње БиХ - једини изузетак чини пространо подручје Босанске Крајине, и, мањим дијелом, Подриња и Семберије.
Према томе, према веровању бошњачких лингвиста у 15/16. веку, босански језик је ушао у историју, стваран у новој атмосфери исламског цивилизацијског круга и темељен на језичкој баштини старе Босне и Хума, што спада у његову предисторију. Позната је чињеница да неријетко занемаривана остварења постају, пост фестум гледано, прослављени темељи будућности. У књижевности добар је примјер Волтер, који је мислио стећи славу еповима (сада углавном заборављенима), док су за разоноду написани кратки романи као „Кандид“ остали пишчево трајно насљеђе које га је прославило. Сличан је случај с бошњачком алхамијадо (срећу се још и изрази као аљамиадо, аљамијадо, алхамиадо) књижевношћу, која је служила за разоноду својим творцима који су властиту креативну енергију углавном усмјерили на дјела писана класичним исламским језицима - арапском, турском и фарсију/персијском. Но, ток историје је прогутао та њихова дјела високих амбиција, положивши их у непрегледно море исламско-оријенталне књижевности на централним језицима ислама. Оно што је остало, и по чему су Мехмед Ускуфи, Хасан Каимија, Сиррија, Умихана Чувидина и многи други запамћени — стваралаштво је на босанском језику .
Бошњаци верују да се још у раном добу јавља се двострука писменост- на босанчици и аребици (или арабици)- модификованом арапском писму, у неким елементима прилагођеном гласовним карактеристикама босанског језика.
Алхамијадо књижевност је дала преко 100 дјела-како пјесничких, тако и прозних. У пјесничком изразу доминирају исламске форме: илахије, касиде, затим поучне, сатиричко-политичке и друштвено-критичке пјесме, те вјерски спјевови, док у прози налазимо уџбенике, практичне приручнике, вјерско-поучну литературу и сл. Прво дјело алхамијадо књижевности је „Цхирват туркиси“, или „Хрватска пјесма“ неког потурчењака, Мехмеда из Ердеља (Мађарска), из 1588 или 1589.

### Усмена књижевност
Бошњаци сматрају да је најпознатија бошњачка народна умотворина, пјесма „Хасанагиница“ , постигла је свјетску славу прво као „илирска“ пјесма коју је забиљежио Алберто Фортис у свом путопису, и која је убрзо продрла у европска културна средишта концем 18. и почетком 19. вијека. Они сматрају да је Вук Караџић ту изворно штокавско-икавску (па и чакавску - тако ју је Фортису у Сплиту рецитирао хрватски културни дјелатник Бајамонти) пјесму, која описује збивања искључиво у муслиманској средини, и то у ондашњој турској Далмацији, у Имотскоме - погрешно представио њемачкој и европској јавности као врхунац српске народне поезије. Бошњачки лингвисти сматрају да „Хасанагиница“, која није искључиво бошњачка по утицају ни раширености, али јест по постанку и настанку - још није национално атрибуисана упркос распаду сербо-кроатизма као дисциплине.
Како Бошњаци сматрају, може се рећи да бошњачка народна поезија, епска и лирска, заузима видан дио стваралаштва Бошњака. Они сматрају да су њихове најзначајније збирке оне које су изашле у Хрватској и иностранству (сакупљачи писци и етнолози Лука Марјановић, Коста Хорман, Алија Наметак, Наско Фрндић, Милман Пери; концем 20. вијека те су збирке поново издане и обрађене у редакцији Ђенане Бутуровић и Муниба Маглајлића). Збирке су опсежне - нпр. Марјановићева, која је сакупљана у Крајини, с „пивачем“ Мехмедом Колаковићем, те другима, има преко 255.000 стихова; Перијева, која репродукује преко 12.000 стихова бјелопољског „Хомера“ Авде Међедовића. За језичну ситуацију је важно сљедеће:
- епске и лирске пјесме, а и веома популарне и радо биљежене севдалинке, пружају, у погледу језичкога израза, очекивану слику-упркос „преправљању“ текстова током времена (нпр, уклањање разних језичко-дијалекатских особености, а каткад и недопустиве интервенције у тексту које су се очитавале у додавању или одузимању ријечи или цијелих стихова), па је према мишљењу бошњачких лингвиста видљиво да је усмено бошњачко стваралаштво, на дијалекатском нивоу, остварено на босанско-далматинском, источно-босанском, источнохерцеговачко-крајишком и зетско-санџачком дијалекту
- народне пјесме имају осјетно већи дио турцизама, или исламских оријентализама у вокабулару, него што је то уобичајено у говорном језику

Према мишљењу савремених бошњачких лингвиста у формалној стандардизацији босанског језика народно бошњачко стваралаштво је учествовало у мјери којој је то било могуће, а то значи да се његов утицај осјетио понајвише на већој заступљености турцизама. Но, будући да модерна цивилизација већ има у великој мјери изграђен вокабулар, утицај народне поезије и усменог стваралаштва је углавном ограничен на рјечник традиционалних занимања и заната, породичних односа и вјерско-обичајне терминологије.

## Ситуација у 20. веку и стандардизација
Одлике бошњачког стандардног језика које су утврдили савремени бошњачки лингвисти су следеће:
- бошњачки језик је, као стандардни језик, један од језика (уз хрватски и српски) који слиједе, уз различите степене утицаја, из старије језичке баштине настале на тлу Босне и Херцеговине
- језички стандард још није у потпуности завладао медијима бошњачког народа у Босни и Херцеговини.
- језичке споменике предтурског периода какве налазимо на натписима на каменим плочама и у повељама Котроманића, одликује штокавско нарјечје прожето у већој или мањој мјери црквенословенским. Предтурска Босна је подручје ћириличне писмености, имала је и своју регионалну верзију писма касније прозвану босанчица, док се латинично писмо први пут јавља за вријеме Аустроугарске.
- језички споменици специфично бошњачког језика (тј. они који нису писани на мјешавини црквенословенског и вернакулара, каквога налазимо на натписима на стећцима у 14. и 15. вијеку) сежу у 16. и 17. вијек, у алхамијадо књижевност писаној на модификованом арапском алфабету (аребица). Честа је била и употреба ћирилице, и то првенствено у кореспонденцији босанских муслиманских великаша („беговица“, беговско писмо)
- током 19, првенствено крајем вијека, појављује се опсежнија културна дјелатност Бошњака на језику који је различито именован: српско-хрватски, хрватски, српски, босански. Изет Сарајлић је један од познатијих босанских писаца, док у санџачке писце убрајамо Хусеина Башића, Ћамила Сијарића, Мурата Балтића, Бајрама Реџепагића и Сафета Сијарића.

Распадом СФРЈ и ратом у Босни и Херцеговини отпочела је коначна стандардизација бошњачког језика, и то у рјечницима Алије Исаковића, правопису Сенахида Халиловића и граматикама Џевада Јахића и Сенахида Халиловића. Одлике босанског стандарднога језика су, по прописима тих дјела, чешћа употреба оријентализама („турцизми“ и „арабизми") и очување фонема „х“ и „ф“ у извјесном броју ријечи као одраз посебности говора Бошњака.
Бошњачки језик, уз српски и хрватски, један је од три службена језика у Босни и Херцеговини.